# Onthophagus stigmosus
Onthophagus stigmosus là một loài bọ cánh cứng trong họ Bọ hung (Scarabaeidae).